# Poanopsis pupillus
Poanopsis pupillus är en fjärilsart som beskrevs av Carl Plötz 1883. Poanopsis pupillus ingår i släktet Poanopsis och familjen tjockhuvuden. Inga underarter finns listade i Catalogue of Life.